# 磯一郎
磯 一郎（いそ いちろう）は、フリーアナウンサー。日本写真判定顧問（2004年10月現在）。
競輪中継を中心に担当している。
2012年3月まで前橋競輪場での中継・場内放送の実況を担当、前橋競輪場のホームページ上で、自身の予想「磯一郎の今日の狙い目」も披露していた。中継では、司会の高橋しげみとのコンビで担当していた。
全国規模で発売が行われるレース中継においては、地上波放送であっても実況を行うことがある。